# Флаг Тернопольской области
Флаг Терно́польской области (укр. Прапор Тернопільської області) является официальным символом Тернопольской области Украины, который наследует историческую традицию использования региональной символики, а также атрибутом городских органов самоуправления и исполнительной власти.

## История
Сначала в декабре 2001 года было утверждено прямоугольное полотнище с соотношением сторон 2:3, которое состояло из двух горизонтальных полос (жёлтой и синей) в соотношении 1:2. На желтой полосе три белых башни с открытыми воротами. На синей посредине желтый вертикальный меч рукоятью вверх и горизонтальный желтый ключ бородкой вниз и направо. Однако после замечаний Украинского геральдического общества относительно герба новым решением от 18 ноября 2003 года был изменен и флаг области. Сейчас это прямоугольное синее полотнище с соотношением сторон 2:3, посреди положенные накрест желтые меч и ключ, над ними — три белые башни.